# Deerhunter
Deerhunter — американская рок-группа, образовавшаяся в 2001 году в Атланте, Джорджия и исполняющая экспериментальный нойз-рок, насыщенный элементами многих влияний и жанров (индастриал, панк, арт-рок и др.). Группа, возглавляемая вокалистом и автором Брэдфордом Коксом (во многих отношениях необычным фронтменом, страдающим синдромом Марфана), выпустила 7 студийных альбомов, каждый из которых высоко оценивался музыкальными критиками.

## История группы
Deerhunter были образованы в 2001 году Коксом и барабанщиком/клавишником Мозесом Арчулетой (Moses Archuleta). Название для группы предложил первый барабанщик, Дэн Уолтон (Dan Walton), который покинул её в самом начале К составу присоединился гитарист Колин Ми (Colin Mee) — с ним Кокс познакомился, когда Ми квартировался в расположении лейбла Die Slaughterhaus Records, с участниками Black Lips. Басист первого состава группы Джастин Босуорт (Justin Bosworth) скончался в 2004 году от травм головы, полученных при падении со скейтборда. Он записался с группой лишь на сплите Deerhunter/Alphabets, вышедшем ещё до дебютного альбома. Подписав контракт с местным независимым лейблом Stickfigure Records, Deerhunter выпустили в 2005 году именной дебют, известный также как Turn It Up, Faggot: эту адресованную ему фразу (на обложку не помещённую) Кокс (по самоопределению, «непрактикующий гомосексуал») часто слышал из зала на концертах группы. Бас-гитаристом в группе стал Джошуа Фовер (Joshua Fauver), участник панк-группы из Атланты Electrosleep International. Во многом смерть Босуорта наложила отпечаток на звучание и тематику дебютного альбома (на обложке несший нечто вроде некролога), в котором, как вспоминал Кокс, «выплеснулся весь негатив». После выпуска пластинки Кокс пригласил в состав Локкета Пандта (Lockett Pundt), своего школьного друга.
С Пандтом группа вышла в турне, выступая, в частности, с Lightning Bolt и Gang Gang Dance, после которого записалась в нью-йоркской студии Rare Book Room с фолк-исполнительницей Самарой Любельски. Сессия, однако, в целом осталась нереализованной: сказалось нестабильное психологическое состояние Кокса и его конфликт с Любельски; фронтмен утверждал позже, что хранит эти записи «под кроватью» и никому не позволит их даже услышать. Вопреки заявлению Кокса, позже фрагменты этих сессий были выложены для скачивания на блоге группы. Некоторое время спустя Deerhunter вернулись в ту же студию в пригороде Этенс и решили снова попытаться записать второй альбом — во многом, последовав совету, который дали им участники группы Liars.
Deerhunter подписали контракт с Kranky Records (Godspeed You Black Emperor! и др.), более крупным инди-лейблом, на котором году вышел второй альбом Cryptograms (незадолго до релиза трек «Spring Hall Convert» появился на составленной Pitchfork компиляции «Infinite Mix Tape»). Альбом, характеризовавшийся более сдержанным звучанием, как и первый, содержал на своей обложке посвящение — другу Кокса по имени Бредли Айра Харрис, наркоману, который умер в 2005 году.
В мае 2007 года группа выпустила Fluorescent Grey EP, записанный в июле 2006 года и ознаменовавший переход группы к более облегчённому звучанию. В том же месяце вышел сингл «Whirlball», продававшийся лишь по каналам Criminal Records и служивший заодно билетом на концерты. В августе 2007 года Deerhunter стали квартетом после ухода гитариста Колина Ми, который пропустил два выступления коллектива и был за это уволен. Он вернулся в состав после европейского тура 2007 года.
В апреле 2008 года Deerhunter записали «Fluorescent Grey»/ «Oh, It’s Such A Shame», Сплит с Джем Ритардом, где исполнили его «Oh, It’s Such A Shame» (он, в свою очередь, записал кавер на «Fluorescent Grey», заглавный трек EP). В том же месяце группа в нью-йоркской студии Rare Book Room записала материал своего третьего альбома Microcastle, продолжая гастролировать — в частности, с The Smashing Pumpkins и Nine Inch Nails. Альбом, выпустить который предполагалось в октябре, просочился в Интернет в мае; это не помешало ему подняться до #123 в Billboard 200, ознаменовав первое появление Deerhunter в американских чартах. Колин Ми опять покинул состав и его заменила школьная подруга и черлидер Уитни Петти (Whitney Petty).
В ходе британского турне с материалом Microcastle Кокс записал несколько песен, который вышли кассетой, озаглавленной On Platts Eyott: она была издана двумя партиями по сто штук и выдавалась как приз победителям конкурсов. В феврале лидер группы объявил в блоге о том, что Уитни Пети ушла из группы, но сохранила с группой дружеские отношения. Оставаясь на гастролях, группа выпустила Rainwater Cassette Exchange EP, куда вошли песни, оставшиеся после сессий Microcastle, а также «Vox Celeste 5», сингл, вышедший на Sub Pop. В поддержку релизов Deerhunter вышли в турне, пригласив к участию группы No Age и Dan Deacon: отсюда название — No Deachunter Tour.
В ходе совместного тура с группой Spoon в начале 2010 года Deerhunter начали исполнять новый материал: песни «Helicopter», «Primitive 3D» и др, вошедшие в альбом Halcyon Digest, работа над которым началась в июне в Этенс, Джорджия.

## Дискография

### Студийные альбомы
- Turn It Up Faggot (2005)
- Cryptograms (2007)
- Microcastle/Weird Era Cont. (2008)
- Halcyon Digest (2010)
- Monomania (7 мая 2013)[16]
- Fading Frontier (16 октября 2015)
- Why Hasn’t Everything Already Disappeared? (18 января 2019)

### EPs
- Fluorescent Grey EP (2007)
- Rainwater Cassette Exchange (2009)